# Römerkeller (Oberkochen)

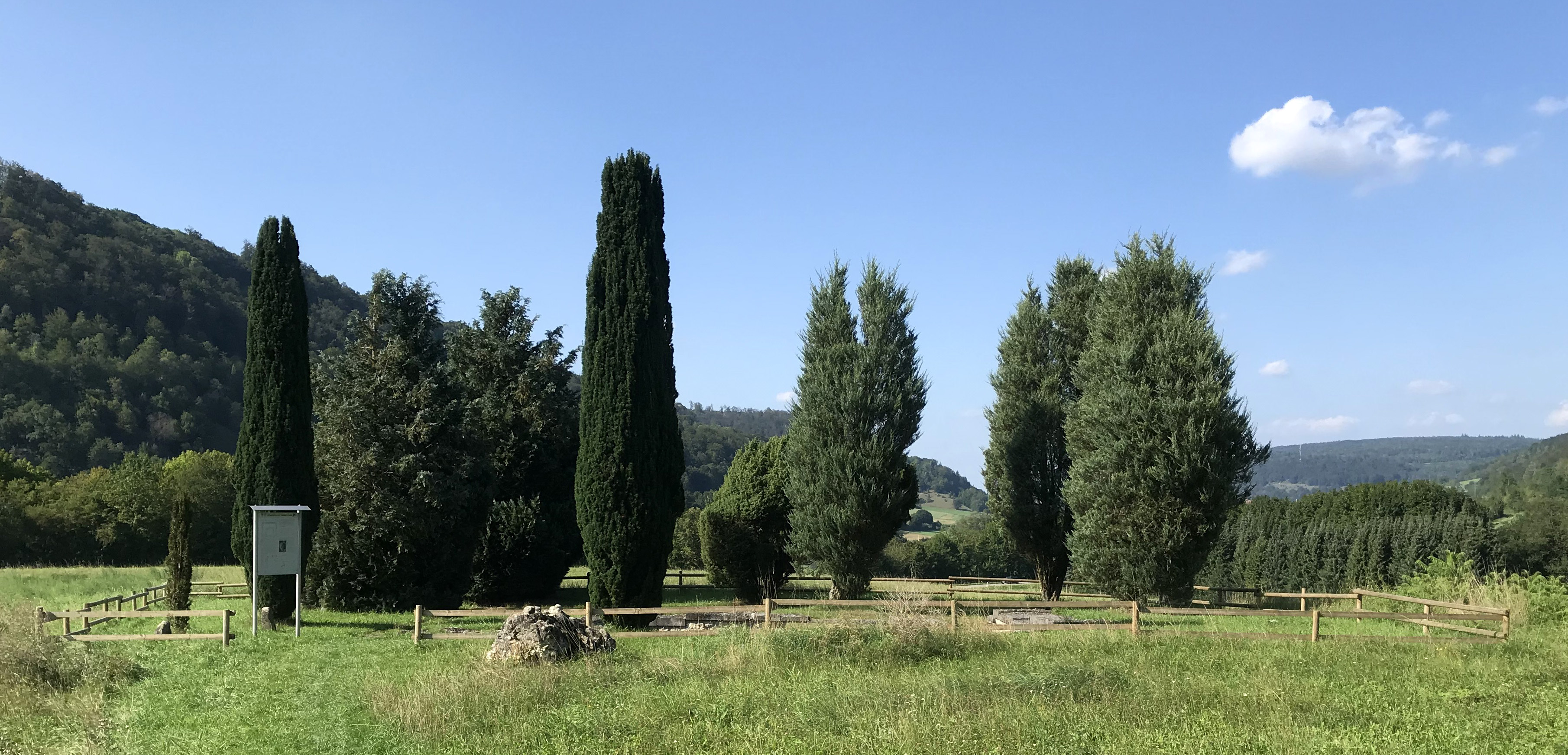
Römerkeller bei Oberkochen

Der Römerkeller ist der Rest eines römischen Bauwerks aus dem 2. oder 3. nachchristlichen Jahrhundert. Er wurde 1971 im Gewann „Weilfeld“ östlich von Oberkochen entdeckt, ausgegraben und konserviert und ist ein Archäologisches Denkmal in Baden-Württemberg. Man nimmt an, dass hier eine Straßenstation an der Römerstraße durch das Brenz-Kocher-Tal stand.

## Historische Hintergründe

Limestor Dalkingen

In der Römerzeit lag das heutige Oberkochen im unmittelbaren Hinterland des Obergermanisch-Rätischen Limes, der seit 2005 zum UNESCO-Welterbe gehört. Der dortige Teil des Limes wurde, wie dendrochronologische Untersuchungen an Resten von Palisadenhölzern bei Schwabsberg ergaben, um 160 n. Chr. errichtet.

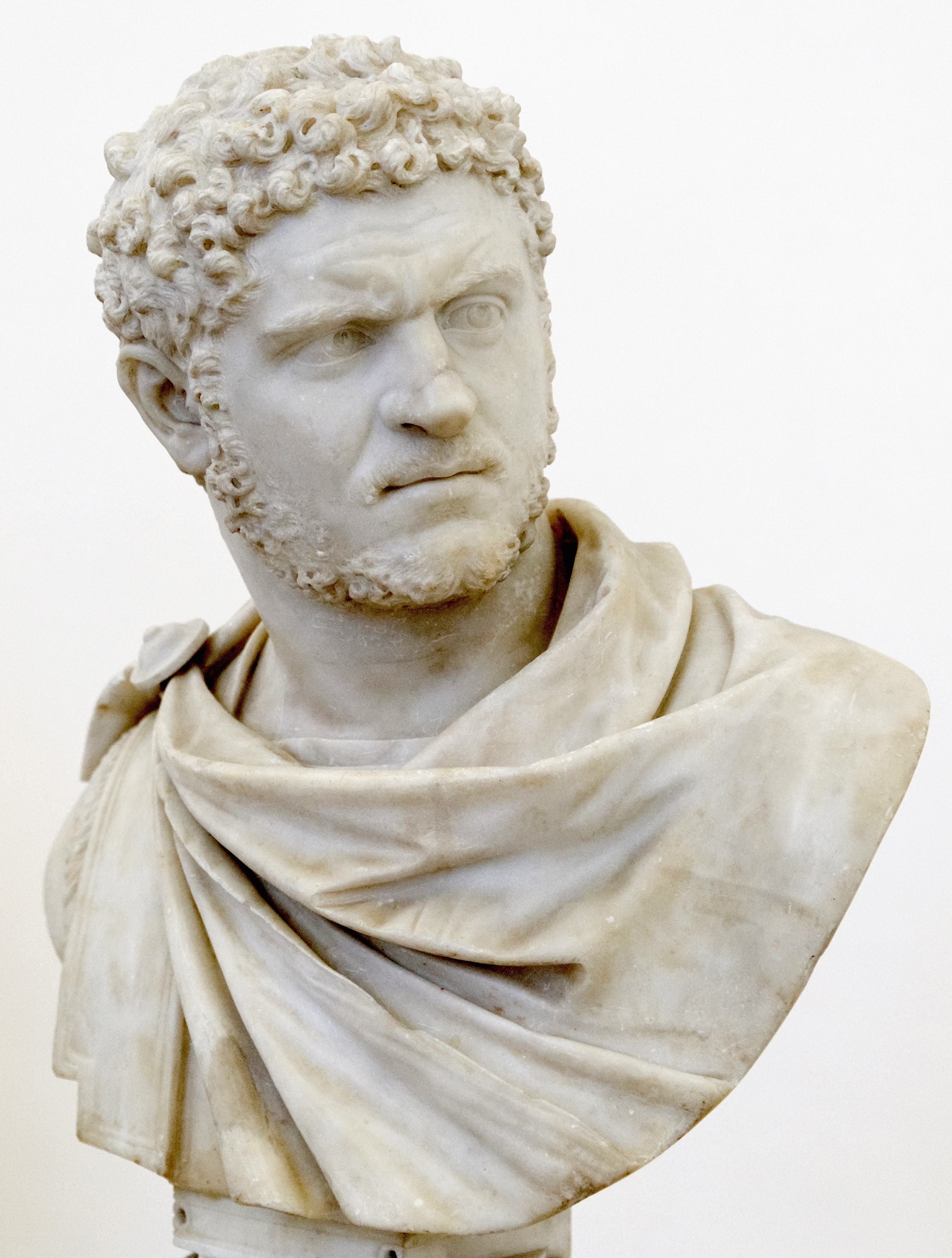
Büste von Kaiser Caracalla (212 n. Chr.)

Das Limestor Dalkingen, möglicherweise unter Kaiser Caracalla im Zusammenhang mit dessen im Sommer 213 unternommenem Germanenfeldzug zur Triumphpforte ausgebaut, liegt nur knapp 20 Kilometer nördlich von Oberkochen. Der Limes fiel spätestens um 259/260 n. Chr. aufgrund anhaltender innenpolitischer Unruhen, schwerer Kämpfe im Osten des Reiches sowie unter dem Druck der Germanen.
Sieben Kilometer nördlich von Oberkochen flussabwärts über dem Tal des Kochers befand sich das Kastell Aalen. Dies war der größte römische Militärstandort am Obergermanisch-Rätischen Limes. Hier war die Ala II Flavia, eine berittene Eliteeinheit, zum weiträumigen Schutz des Limes und der Provinz Rätien stationiert. Heute befindet sich dort das Limesmuseum Aalen, ein Zweigmuseum des Archäologischen Landesmuseums Baden-Württemberg und gleichzeitig das größte Museum am Obergermanisch-Rätischen Limes.
Bevor die Ala II Flavia um 160 n. Chr. nach Aalen verlegt wurde, war sie ab 110 n. Chr. im heutigen Heidenheim im Kastell Aquileia stationiert. Heidenheim liegt etwa vierzehn Kilometer südlich von Oberkochen im Tal der Brenz.
Die Brenz mündet rund vierzig Kilometer südöstlich von Oberkochen bei Lauingen in die Donau, wo sich der Apollo-Grannus-Tempel von Faimingen befindet. Wahrscheinlich erbat Kaiser Caracalla dort im Jahr 212 vom Gott Apollo Grannus die Heilung von seinen Krankheiten.
Brenz und Kocher bilden das einzige Tal, das in Nord-Süd-Richtung quer durch die Schwäbische Alb geht und eine mühelose Durchquerung dieses Mittelgebirges ermöglicht. Daher führte zur Römerzeit eine Straße durch das heutige Oberkochen. Es liegt nahe, dass Kaiser Caracalla anlässlich seines Feldzugs gegen die Germanen im Jahre 213 auf dem Weg zum Limesübergang bei Dalkingen durch das Brenz-Kocher-Tal marschiert ist.

## Entdeckung, Ausgrabung und Konservierung
Ein Oberkochener Landwirt hatte bereits seit 1966 erfolglos versucht, öffentliche Aufmerksamkeit auf die Mauerreste zu lenken, die sich in einem Acker am östlichen Ortsrand im Gewann Weilfeld befanden. 1971 wandte er sich an einen Lehrer des Oberkochener Ernst-Abbe-Gymnasiums, der in Abstimmung mit dem Landesamt für Denkmalpflege Baden-Württemberg mit Schülern unverzüglich eine Ausgrabung vornahm.
Innerhalb weniger Wochen wurde der Keller eines römischen Gebäudes freigelegt. In den nächsten beiden Jahren wurde er konserviert und mit einer toskanisch anmutenden Grünanlage umgeben, die frei zugänglich ist.
Der Keller hat einen nahezu quadratischen Grundriss von rund 5 × 5 Meter. Er ist über eine abknickende Zugangsrampe zugänglich und besitzt zwei Lichtschächte sowie drei Wandnischen mit halbrundem Abschluss. Bei den Grabungsarbeiten wurden unter anderem reich verzierte Terra-Sigillata-Scherben, einfache Keramikscherben, ein fast völlig erhaltener kleiner Teller, ein römischer Sicherheitsschlüssel, römischer Beton, Teile des Estrichs, der Abdruck einer Hundepfote in einem Backsteinbruchstück sowie Getreide, das aus mehr als 20 verschiedenen Getreidesorten zusammengemischt war, entdeckt. Diese Funde sind heute im Oberkochener Heimatmuseum ausgestellt.

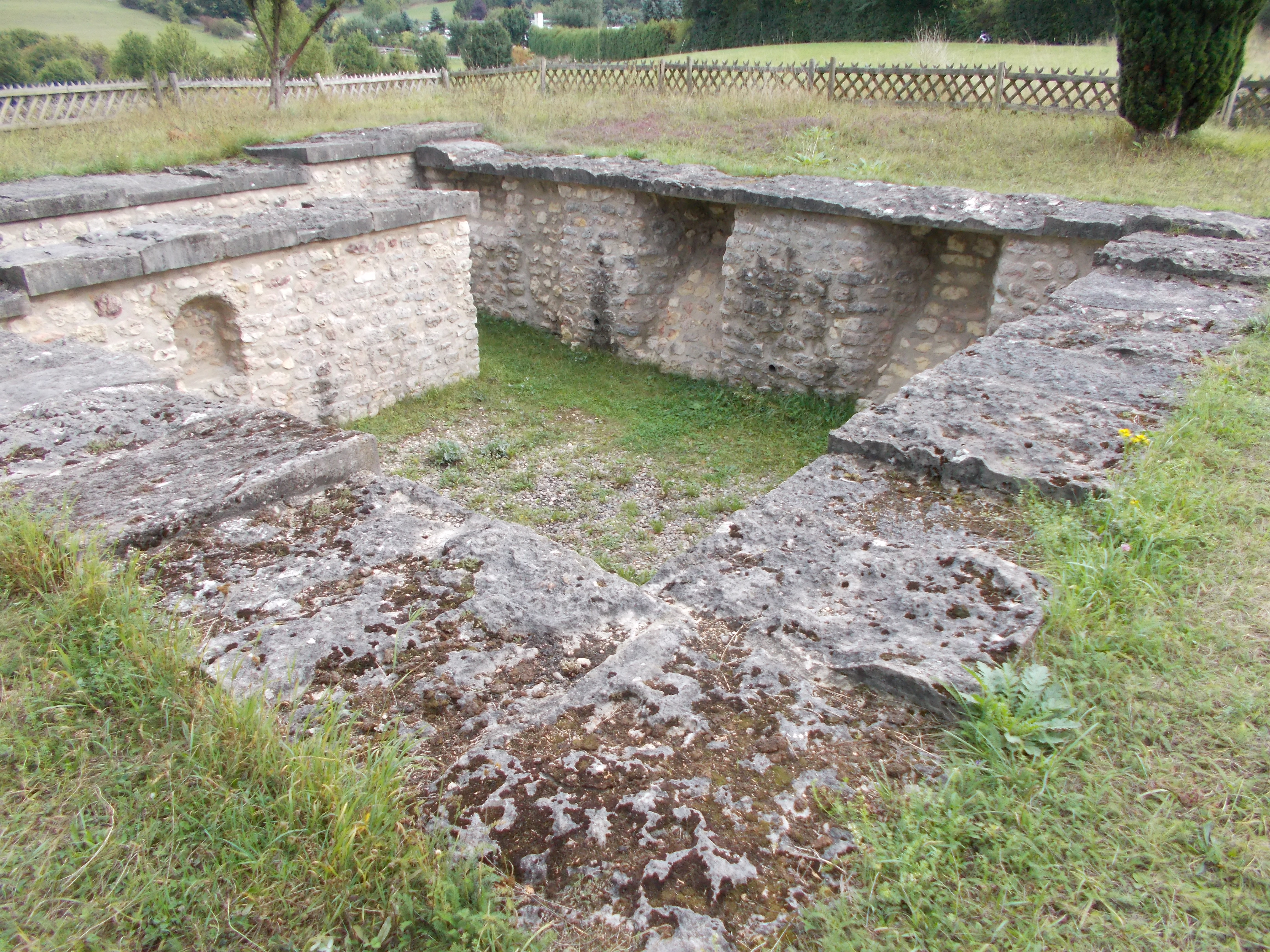
Römerkeller mit halbrunder Wandnische (links) und Sichtschächten (rechts).
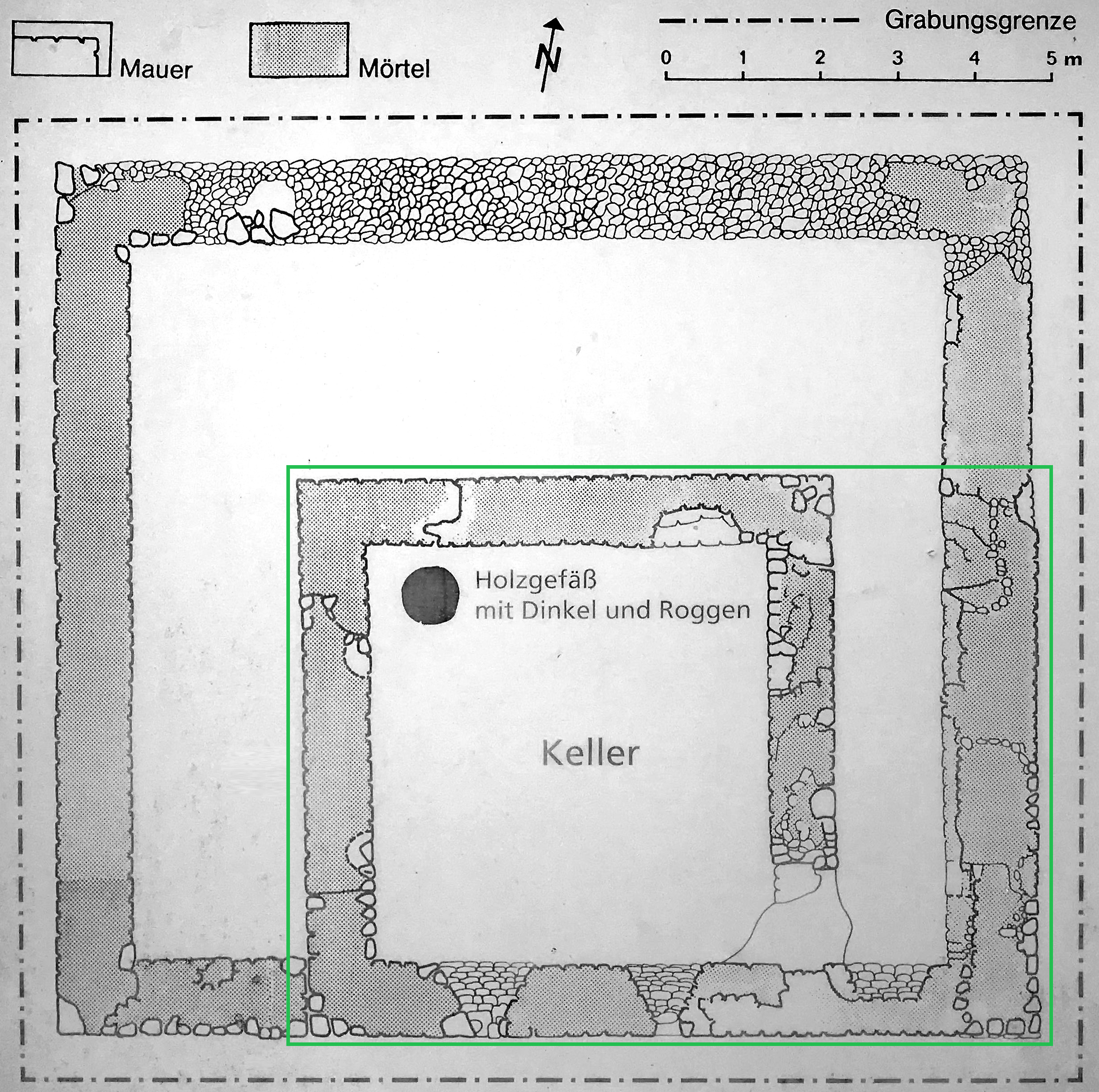
Ausgrabungsplan aus dem Jahr 1971. Grün gekennzeichnet der ausgegrabene Teil des Gebäudes.
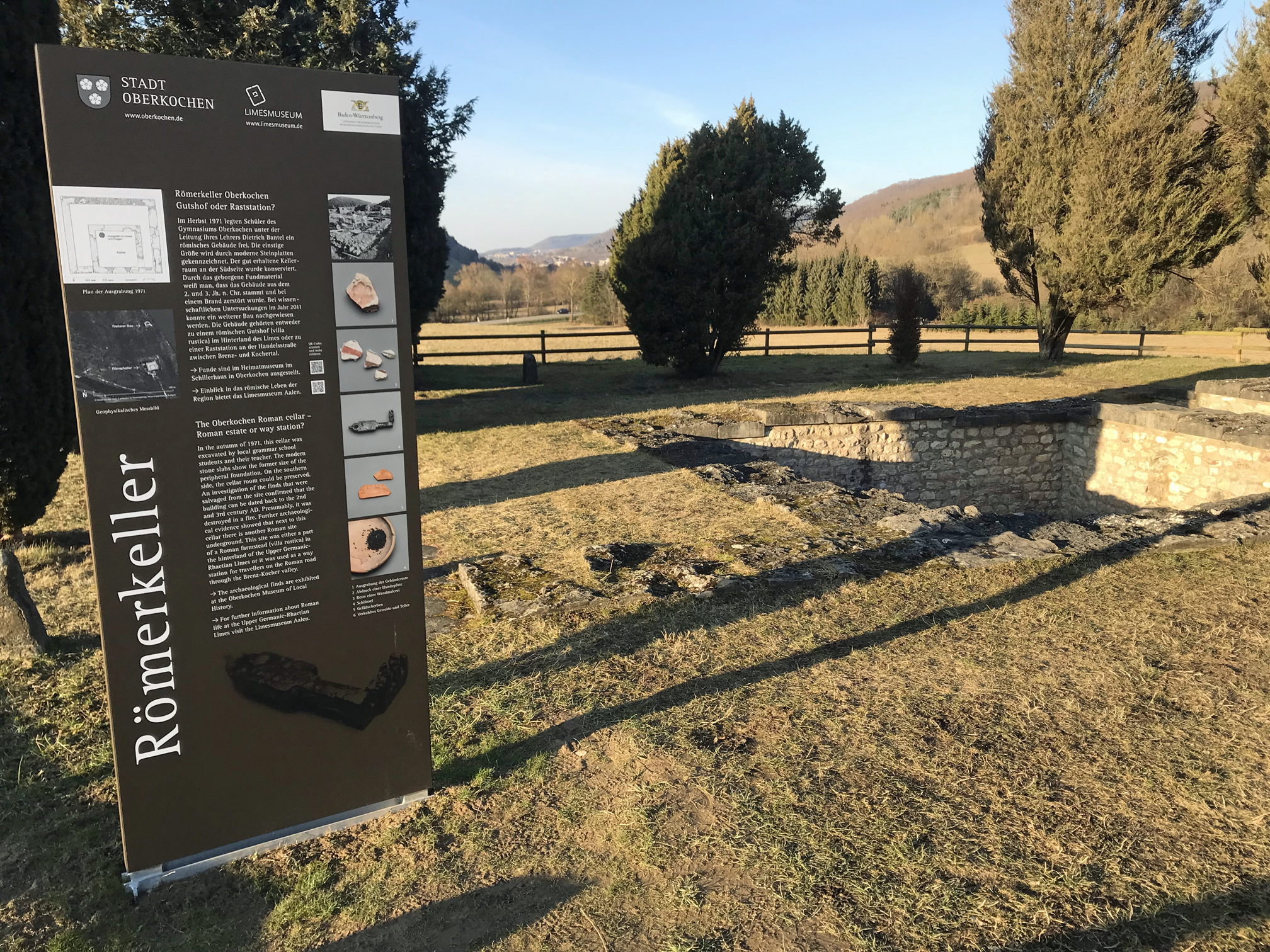
Informationstafel
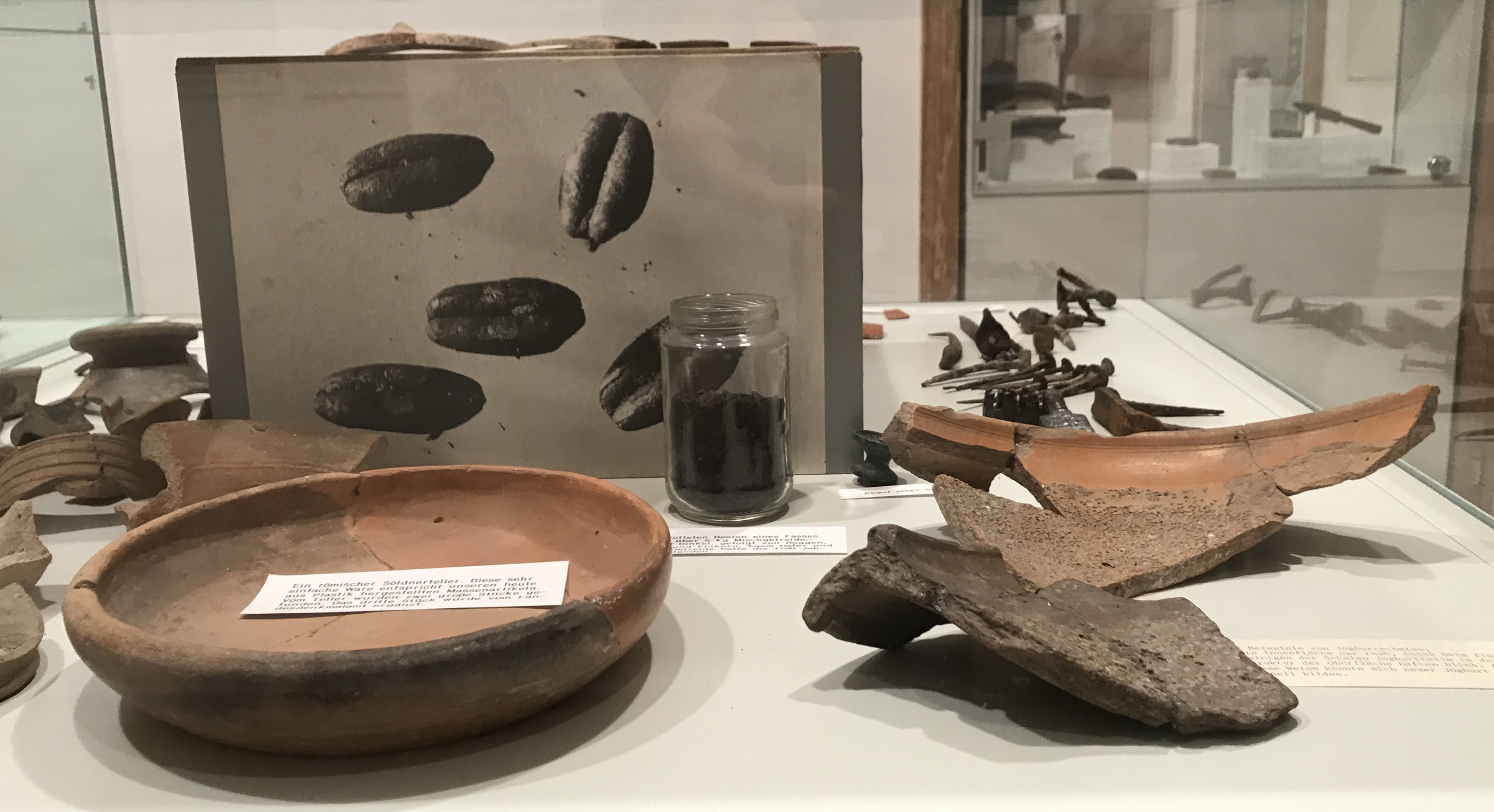
Teller, Getreidemischung
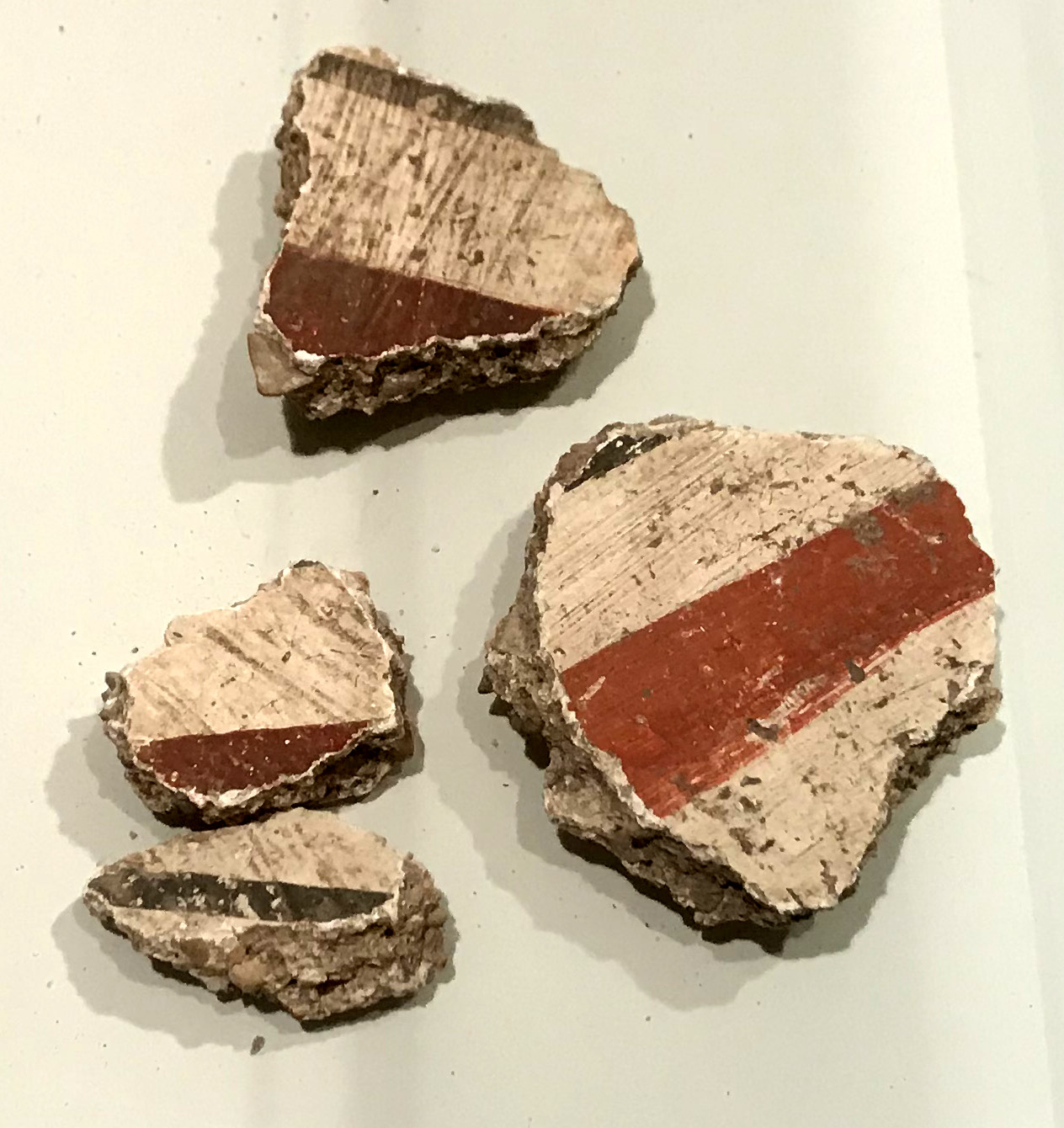
Bemalte Verputzteile
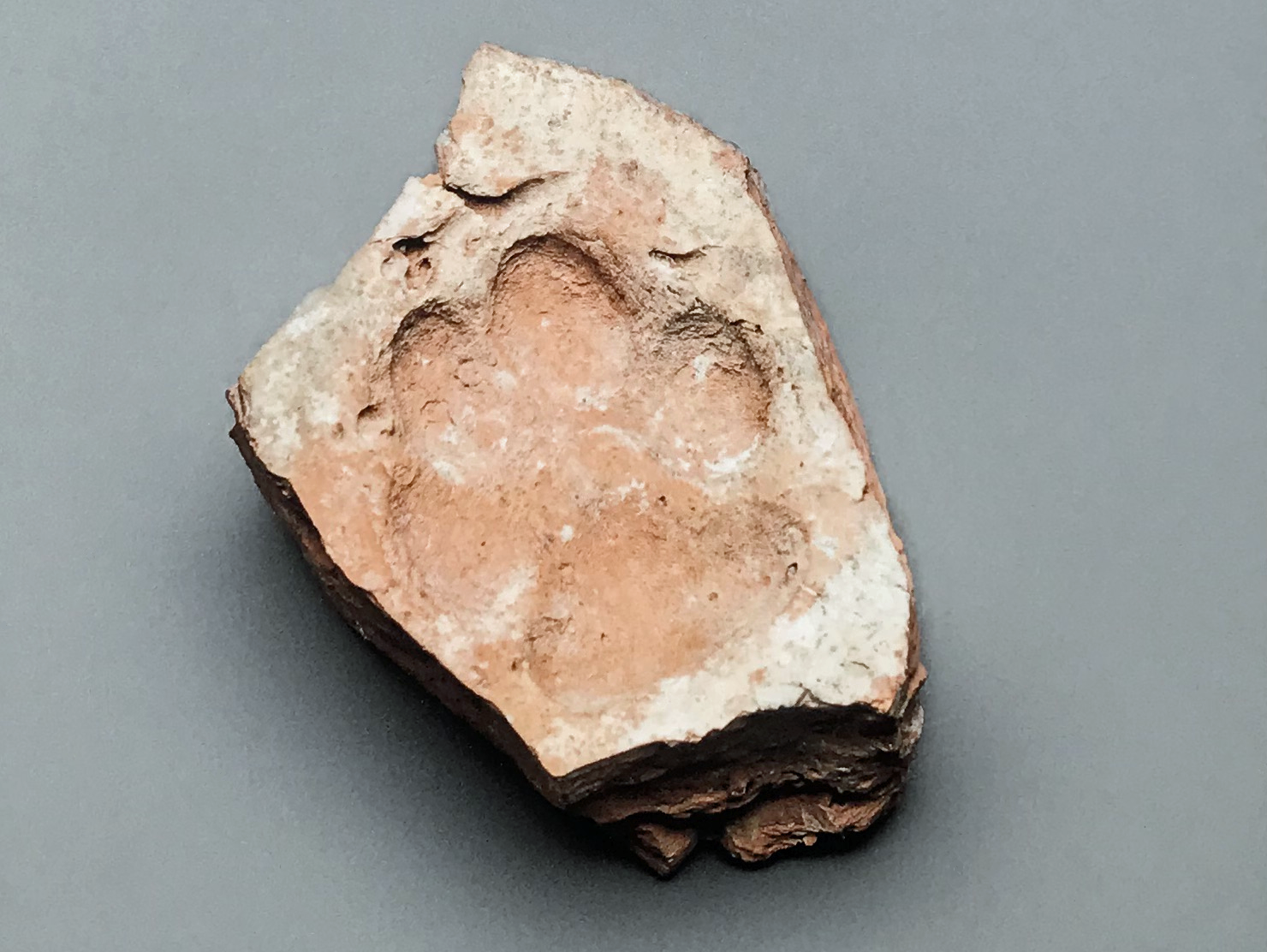
Abdruck einer römischen Hundepfote
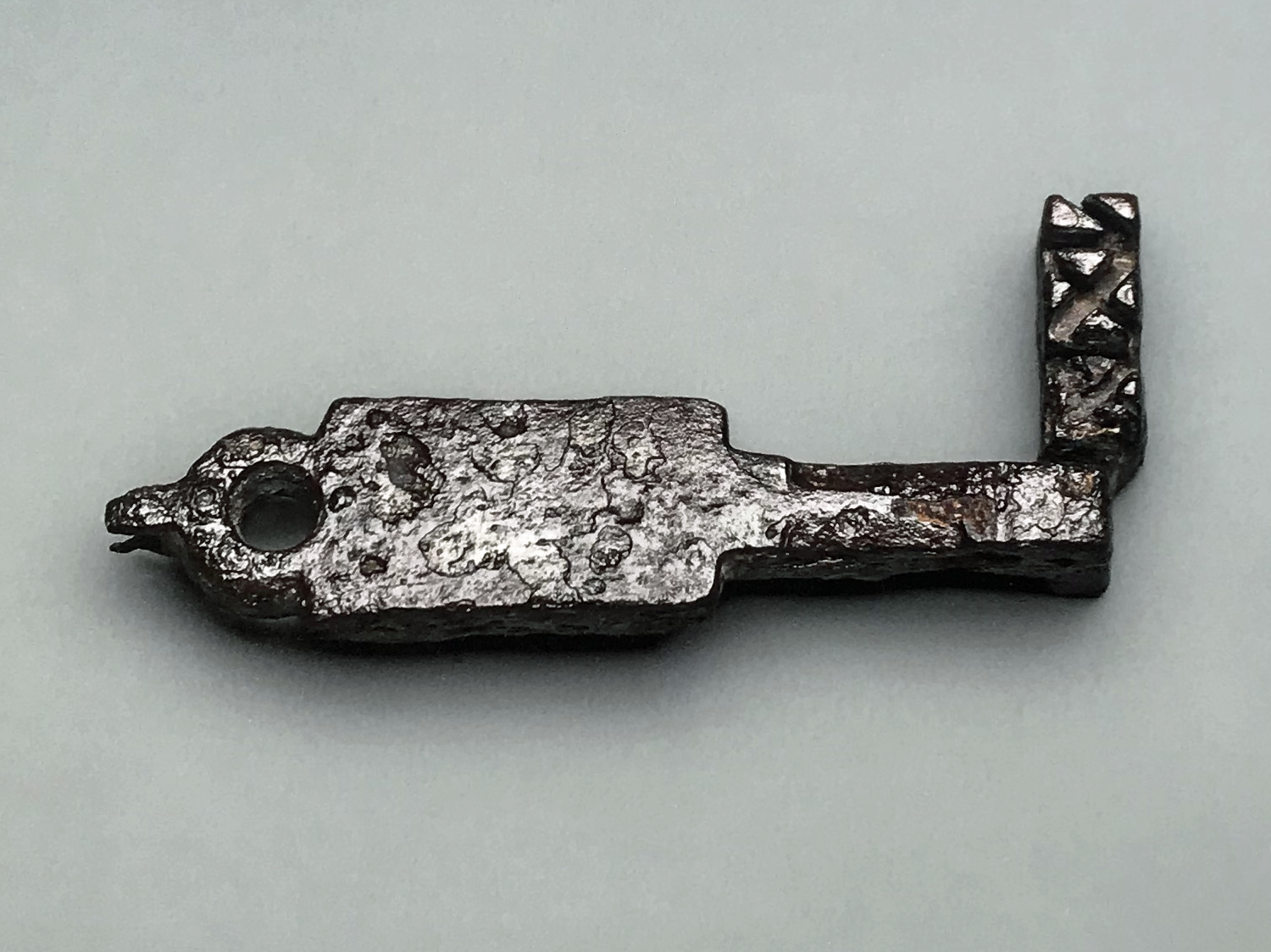
Sicherheitsschlüssel
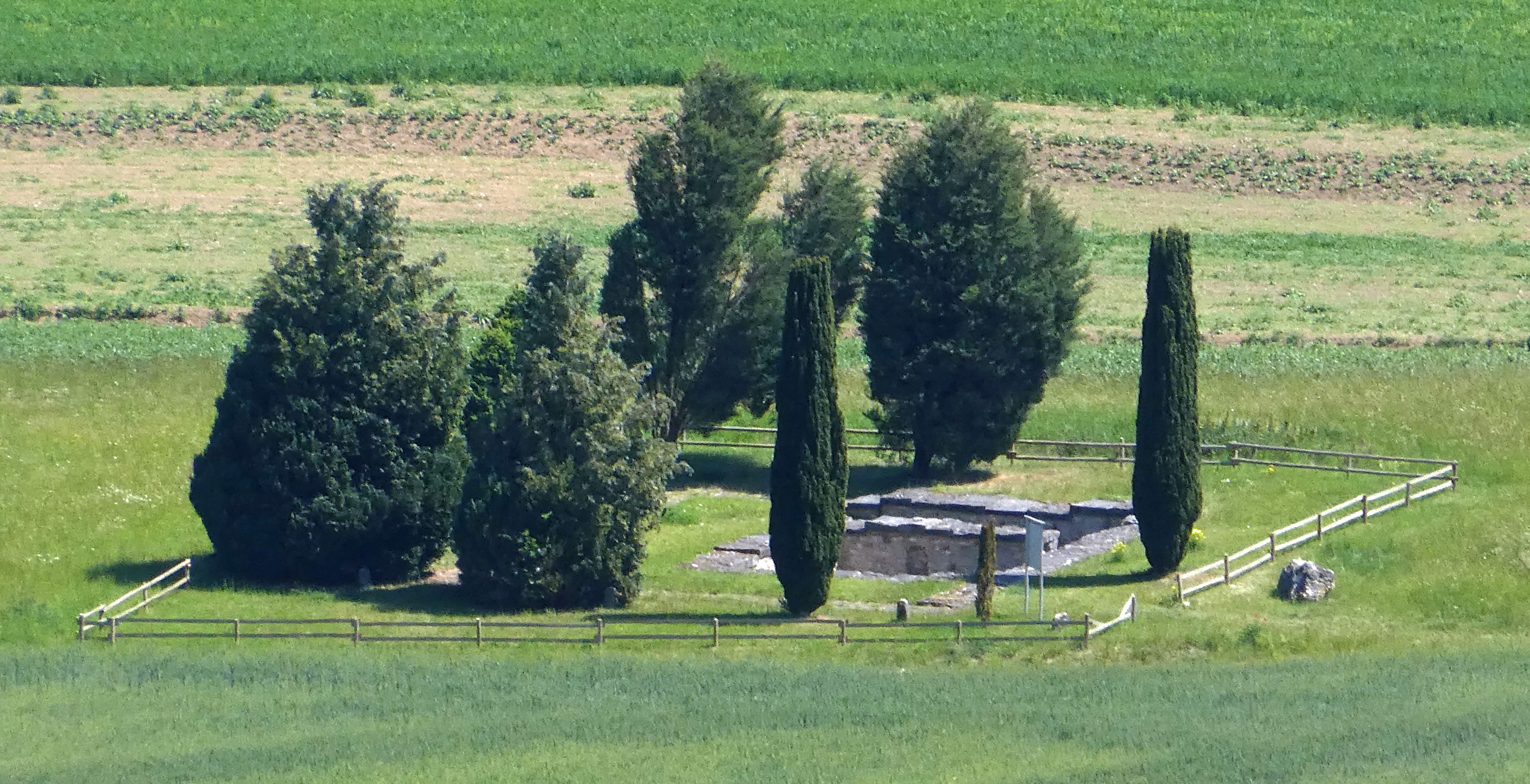
Römerkeller vom Rodstein aus gesehen

Aus bemalten Verputz-Bruchstücken kann man schließen, dass die Mauern über dem Keller aus Fachwerk bestanden und mit einer Schicht aus fein zermahlenen Kalksteinsplittern, Sand und Mörtel verputzt waren. Darüber befand sich ein Kalk-Glattstrich, der mit rot- und schwarzbraunen Zierstreifen bemalt war.
Ein exakter Datierungsversuch auf Basis all dieser Funde wurde bisher nicht unternommen. Das Bauwerk muss aber im Zusammenhang mit dem Limes gestanden haben und wird somit irgendwann ab Mitte des zweiten nachchristlichen Jahrhunderts von den Römern erbaut worden sein. Es könnte bis in die zweite Hälfte des dritten Jahrhunderts von ihnen genutzt worden sein.
1971 ging man davon aus, dass es sich um den Keller eines Nebengebäudes eines römischen Gutshofs (Villa rustica) handelte, von dem künftige Bodenuntersuchungen weitere Fundamente zum Vorschein bringen würden.
Einige Jahrzehnte nach der Ausgrabung mehrten sich Schäden am Mauerwerk. Die Wände bekamen Risse und Steine brachen aus. 2009 stellte sich als Ursache heraus, dass bei den Konservierungsarbeiten die original-römische mörtelige Verfugung mit einem stark zementhaltigen Material überfugt worden war. Dadurch war eine wasserundurchdringliche Schicht entstanden, wegen der das gestaute Wasser hinter der Mauer nicht abfließen konnte und durch seinen Druck die Schäden verursacht hatte.

## Geophysikalische Vermessung der Umgebung

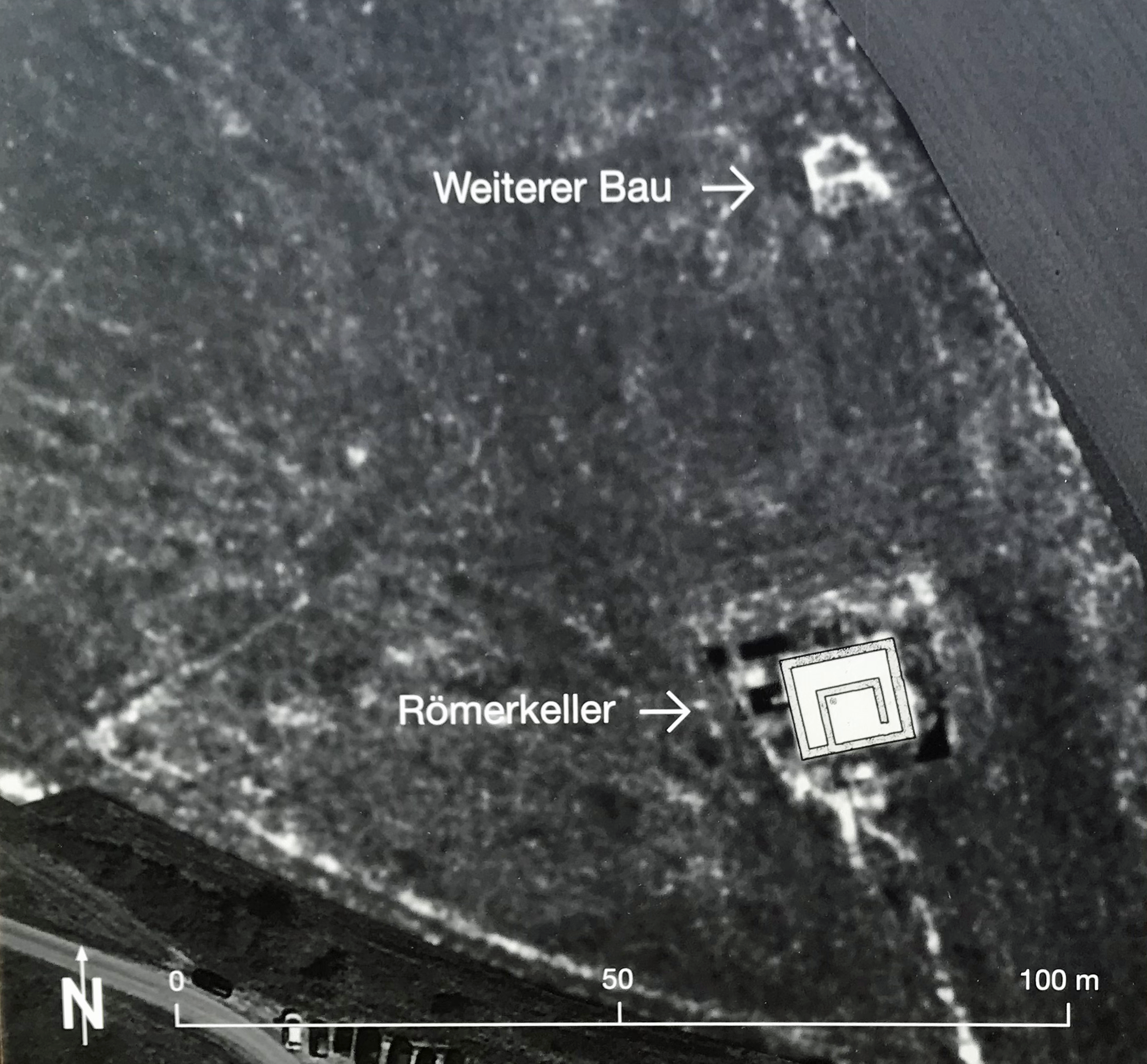
Geophysisches Messbild aus dem Jahr 2011 mit dem nördlich vom Römerkeller entdeckten kleinen Badehaus

Geophysikalische Vermessungen des Landesamts für Denkmalpflege Baden-Württemberg im Jahre 2011 widerlegten die Theorie vom römischen Gutshof. Mit Bodenradar wurden Messlinien von fast 45 Kilometern abgefahren und in einer Tiefe zwischen 20 und 170 Zentimetern nach Gebäuderesten gesucht.
Es wurde lediglich das Fundament eines kleinen Badehauses gefunden. Dies lag siebzig Meter nördlich des Kellers. Zu erkennen waren ein hypokaustiertes Caldarium (Warmbad) mit Anbau eines Heißwasserbeckens, ein Frigidarium (Kaltbad) und Spuren des Praefurniums (Heizraum). Das Apodyterium (Umkleideraum) und andere Gebäude waren wohl aus Holz, was auch für mögliche Wasserleitungen gilt. Es ist naheliegend, dass die Becken vom Edlenbach, der unweit oberhalb des Römerkellers entspringt, mit Wasser gespeist wurden.
Man geht inzwischen davon aus, dass der Keller zum Hauptgebäude einer im Vergleich zu einer Villa rustica sehr viel kleineren Straßenstation gehörte, also einer Art Raststätte, die der Versorgung der Vorbeireisenden mit Speisen und Getränken, zur Übernachtung und der Körperpflege diente.

## Münzfunde am Kocherursprung
1998 wurde dem Heimatverein Oberkochen eine römische Silbermünze gestiftet, die am Ursprung des Schwarzen Kochers im Süden Oberkochens gefunden worden sein soll. Es handelte sich um einen römischen Denar, der ursprünglich im Jahre 158/159 n. Chr. geprägt worden war, aber wohl in Folge jahrelanger Verwendung bereits stark abgenutzt war. Die Münze passt in den Zeithorizont, in den auch der Römerkeller eingeordnet wird. Sie passt auch zu einer Veröffentlichung aus dem Jahre 1953, in der bereits die Rede davon war, dass an „den Kocherquellen“ römische Münzen gefunden worden seien. All dies ist Anlass für Spekulationen, dass es am Kocherursprung ein römisches Quellheiligtum gegeben habe.